# ستاره اولسنو
ستاره اولسنو (به لهستانی:  Stare Olesno) یک روستا در لهستان است که در گمینا اولسنو (استان اوپوله) واقع شده‌است.